# Eugenia patrisii
Eugenia patrisii är en myrtenväxtart som beskrevs av Vahl. Eugenia patrisii ingår i släktet Eugenia och familjen myrtenväxter. Inga underarter finns listade i Catalogue of Life.